# Per Hugo
Per Hugo, född som Per Hugo Johansson 18 april 1885 i Svarteborgs församling, Göteborgs och Bohus län, död 1 augusti 1936 i Sankt Görans församling, Stockholm
, var en svensk filmregissör och manusförfattare.
Hans föräldrar var folkskollärare Per Johan Johansson och hans hustru Paulina Christina Malmgren. 1910-1911 i Uppsala står han som fil. stud. Per Hugo Hugo.
Hugos enda långfilmsregi var 1932 års Jag gifta mig – aldrig som han regisserade tillsammans med Erik "Bullen" Berglund. Hugo skrev också filmens manus. Han gjorde även kortfilmer.

## Filmografi
- 1932 – Jag gifta mig – aldrig